# ترژیشچه، روگاشکا سلاتینا
ترژیشچه، روگاشکا سلاتینا (اسلوونیایی: Tržišče, Rogaška Slatina) یک زیستگاه انسانی در اسلوونی است که در رگاشکا سلاتینا واقع شده‌است.

## خصوصیات
ترژیشچه ۱٫۲۹ کیلومترمربع مساحت و ۱۷۲ نفر جمعیت دارد و ۲۲۷٫۳ متر بالاتر از سطح دریا واقع شده‌است.